# World Championship Tour 2000
 (décembre 2024).
Si vous disposez d'ouvrages ou d'articles de référence ou si vous connaissez des sites web de qualité traitant du thème abordé ici, merci de compléter l'article en donnant les références utiles à sa vérifiabilité et en les liant à la section « Notes et références ».
Cet article présente la saison 2000 du Championnat du monde de surf.

## Palmarès détaillé

### 2000 Hommes

#### Calendrier
| Date                      | Lieu                                | Pays                | Compétition                   | Vainqueur        |
| ------------------------- | ----------------------------------- | ------------------- | ----------------------------- | ---------------- |
| 9 mars-19 mars            | Gold Coast, Queensland              | Australie           | Billabong Pro                 | Sunny Garcia     |
| 18 avril-28 avril         | Bells Beach, Victoria               | Australie           | Rip Curl Pro Surf             | Sunny Garcia     |
| 9 mai-18 mai              | Teahupoo, Tahiti                    | Polynésie française | Gotcha Pro Tahiti             | Kelly Slater     |
| 23 mai-2 juin             | Tavarua                             | Fidji               | Quiksilver Pro                | Luke Egan        |
| 28 juin-9 juillet         | Jeffreys Bay                        | Afrique du Sud      | Billabong Pro Jeffreys        | Jake Paterson    |
| 19 juillet-23 juillet     | Huntington Beach, Californie        | États-Unis          | Bluetorch Pro                 | Michael Campbell |
| 15 août-21 août           | Lacanau, Gironde                    | France              | Lacanau Pro                   | Rob Machado      |
| 22 août-28 août           | Côte du Sud-Ouest                   | France              | Rip Curl Pro                  | C.J. Hobgood     |
| 30 août-9 septembre       | Mundaka, Communauté autonome basque | Espagne             | Billabong Pro                 | Shane Dorian     |
| 12 septembre-17 septembre | Figueira da Foz                     | Portugal            | Figueira Pro                  | Rob Machado      |
| 26 septembre-30 septembre | Trestles, Californie                | États-Unis          | Billabong Pro                 | Andy Irons       |
| 18 octobre-22 octobre     | Rio de Janeiro                      | Brésil              | Rio Surf International        | Kalani Robb      |
| 8 décembre-21 décembre    | Banzai Pipeline, Oahu               | États-Unis          | Mountain Dew Pipeline Masters | Rob Machado      |

### Classement
| Classement | Nom              | Pays           | Points | Nombre d'épreuves | Remarque |
| ---------- | ---------------- | -------------- | ------ | ----------------- | -------- |
| 1          | Sunny Garcia     | États-Unis     | 7270   | 13                |          |
| 2          | Luke Egan        | Australie      | 6300   | 13                |          |
| 3          | Rob Machado      | États-Unis     | 6210   | 13                |          |
| 4          | Shane Dorian     | États-Unis     | 6090   | 13                |          |
| 5          | Jake Paterson    | Australie      | 6050   | 13                |          |
| 6          | Taj Burrow       | Australie      | 5790   | 13                |          |
| 7          | C.J. Hobgood     | États-Unis     | 5660   | 13                |          |
| 8          | Mick Campbell    | Australie      | 5630   | 13                |          |
| 9          | Kalani Robb      | États-Unis     | 5540   | 12                |          |
| 10         | Flavio Padaratz  | Brésil         | 5510   | 13                |          |
| 11         | Shea Lopez       | États-Unis     | 5390   | 13                |          |
| 12         | Guilherme Herdy  | Brésil         | 5300   | 13                |          |
| 13         | Michael Lowe     | Australie      | 5180   | 13                |          |
| 14         | Cory Lopez       | États-Unis     | 5170   | 13                |          |
| 15         | Nathan Webster   | Australie      | 5170   | 13                |          |
| 16         | Andy Irons       | États-Unis     | 4910   | 10                |          |
| 17         | Luke Hitchings   | Australie      | 4890   | 13                |          |
| 18         | Peterson Rosa    | Brésil         | 4870   | 12                |          |
| 19         | Renan Rocha      | Brésil         | 4840   | 13                |          |
| 20         | Mark Occhilupo   | Australie      | 4780   | 12                |          |
| 21         | Armando Daltro   | Brésil         | 4650   | 13                |          |
| 22         | Richard Lovett   | Australie      | 4640   | 13                |          |
| 23         | Shane Powell     | Australie      | 4640   | 13                |          |
| 24         | Fabio Gouveia    | Brésil         | 4560   | 13                |          |
| 25         | Damien Hobgood   | États-Unis     | 4560   | 13                |          |
| 26         | Sane Beschen     | États-Unis     | 4410   | 11                |          |
| 27         | Neco Padaratz    | Brésil         | 4330   | 13                |          |
| 28         | Taylor Knox      | États-Unis     | 4310   | 13                |          |
| 29         | Beau Emerton     | Australie      | 4290   | 13                |          |
| 30         | Daniel Wills     | Australie      | 4210   | 12                |          |
| 31         | Tim Curran       | États-Unis     | 4130   | 13                |          |
| 32         | Victor Ribas     | Brésil         | 3980   | 13                |          |
| 33         | Todd Prestage    | Australie      | 3980   | 13                |          |
| 34         | Ross Williams    | États-Unis     | 3880   | 13                |          |
| 35         | Conan Hayes      | États-Unis     | 3670   | 10                |          |
| 36         | Ben Bourgeois    | États-Unis     | 3560   | 12                |          |
| 37         | Greg Emslie      | Afrique du Sud | 3520   | 13                |          |
| 38         | Shawn Sutton     | États-Unis     | 3520   | 13                |          |
| 39         | Yuri Sodre       | Brésil         | 3460   | 13                |          |
| 40         | Pat O'Connell    | États-Unis     | 3400   | 11                |          |
| 41         | Paul Canning     | Afrique du Sud | 3400   | 13                |          |
| 42         | Glyndyn Ringrose | Australie      | 3340   | 13                |          |
| 43         | Keith Malloy     | États-Unis     | 3200   | 12                |          |
| 44         | Russell Winter   | Royaume-Uni    | 3080   | 10                |          |
| 45         | Toby Martin      | Australie      | 2820   | 12                |          |
| 46         | Damien Hardman   | Australie      | 1750   | 4                 |          |
| 47         | Matt Hoy         | Australie      | 880    | 3                 |          |

### 2000 Femmes

#### Calendrier
| Date                   | Lieu                         | Pays                | Compétition               | Vainqueur        |
| ---------------------- | ---------------------------- | ------------------- | ------------------------- | ---------------- |
| 9 mars-19 mars         | Gold Coast, Queensland       | Australie           | Roxy Pro                  | Layne Beachley   |
| 18 avril-24 avril      | Bells Beach, Victoria        | Australie           | Sunsmart Classic          | Megan Abubo      |
| 9 mai-18 mai           | Teahupoo, Tahiti             | Polynésie française | Gallaz Women's Pro        | Keala Kennelly   |
| 28 juin-9 juillet      | Jeffreys Bay                 | Afrique du Sud      | Billabong / MSF Pro       | Megan Abubo      |
| 19 juillet-23 juillet  | Huntington Beach, Californie | États-Unis          | Elleven Pro Women's       | Layne Beachley   |
| 22 août-28 août        | Hossegor/Seignosse           | France              | Rip Curl Pro Mademoiselle | Layne Beachley   |
| 30 août-9 septembre    | Anglet, Gironde              | France              | Billabong Pro             | Lisa Andersen    |
| 6 novembre-12 novembre | Honolua Bay, Maui, Hawaii    | États-Unis          | Billabong Pro             | Neridah Falconer |
| 24 novembre-7 décembre | Sunset Beach, Oahu, Hawaii   | États-Unis          | Roxy Pro                  | Layne Beachley   |

### Classement
| Classement | Nom               | Pays           | Points | Remarque |
| ---------- | ----------------- | -------------- | ------ | -------- |
| 1          | Layne Beachley    | Australie      | 5730   |          |
| 2          | Megan Abubo       | États-Unis     | 4310   |          |
| 3          | Serena Brooke     | Australie      | 3770   |          |
| 4          | Tita MariaTavares | Brésil         | 3740   |          |
| 5          | Lisa Andersen     | États-Unis     | 3730   |          |
| 6          | Melanie Redman    | Australie      | 3645   |          |
| 7          | Heather Clark     | Afrique du Sud | 3570   |          |
| 8          | Keala Kennelly    | États-Unis     | 3410   |          |
| 9          | Rochelle Ballard  | États-Unis     | 3325   |          |
| 10         | Kate Skarratt     | Australie      | 3260   |          |
| 11         | Neridah Falconer  | Australie      | 3220   |          |
| 12         | Pauline Menczer   | Australie      | 2675   |          |
| 13         | Lynette MacKenzie | Australie      | 2625   |          |
| 14         | Trudy Todd        | Australie      | 2250   |          |
| 15         | Belinda Godfrey   | Australie      | 2050   |          |